# Saint-Avit-de-Tardes
Saint-Avit-de-Tardes – miejscowość i gmina we Francji, w regionie Nowa Akwitania, w departamencie Creuse. Nazwa miejscowości pochodzi od imienia św. Awita.
Według danych na rok 1990 gminę zamieszkiwało 206 osób, a gęstość zaludnienia wynosiła 14 osób/km² (wśród 747 gmin Limousin Saint-Avit-de-Tardes plasuje się na 425. miejscu pod względem liczby ludności, natomiast pod względem powierzchni na miejscu 451.).